# 国鉄8800形蒸気機関車
8800形は、日本国有鉄道（国鉄）の前身である鉄道院が輸入した、幹線旅客列車牽引用のテンダー式蒸気機関車である。1912年6月に運行が開始された日本初の「特別急行列車」を牽引した機関車の1機種である。

## 導入の経緯
1911年にプロイセン王国（現在のドイツ）のベルリン機械製造（通称シュヴァルツコップ）で機関車本体のみ12両が製造されて8800 - 8811と付番されたもので、日本初の過熱式機関車であった。
1905年の日露講和条約では日露連絡鉄道運輸が規定されて1910年3月から日露連絡旅客輸送が開始された。さらに1910年に欧亜鉄道連絡協定が締結され、シベリア鉄道や満州、朝鮮の鉄道と連絡して、東京 - 下関間に最高の設備と速度をもった特別急行列車の運転が計画された 。この列車は3軸ボギー台車を装荷した客車7両・300 tの編成で表定速度64.4 km/h（40 mph）、最高速96.6 km/h（60 mph）の運転を行うものとして計画されたが、当時の鉄道院が保有する6400形や製造中の6700形では性能が不足していた。そのため、この牽引機として使用するための機関車の入札仕様書が作成され、その主な内容は以下の通りあり、6700形を軸配置2Bから2Cに拡大したものであった。
- 車軸配置を2C、最高速度を96.6 km/h（60 mph）とすることとして動輪径は1600 mm（5 ft 3 in）、固定軸距4191 mm（13 ft 9 in）、全軸距7924 mm（26 ft）とする。
- シリンダー径 × 行程を470 × 610 mm（18-1/2 × 24 in）、弁装置はワルシャート式とする。
- ボイラーはシュミット式の過熱器を装備し、内径1384 mm（4ft 4 in）、煙管長4572 mm（15 ft）、火室奥行2673 mm（8 ft 9-1/4 in）、火格子面積1.86 m2（20 ft2）、全伝熱面積136.8 m3（1505 ft2）、過熱面積28.5 m2（307 ft2）、使用圧力12.7 m2（180 lbf/in2）とする。
- 動輪上重量37.5 t、機関車全長10781 mm（35 ft 8 in）、ボイラー中心高2286 mm（7 ft 6 in）、煙突はパイプ形、運転室側面下部形状はS字形、前部デッキ側面形状は乙字形とする。

この見積の作成に当たっては、プロイセン側で出版された「Die Eisenbahn-Technik der Gegenwart」を参考として設計が定められており、また、過熱器の装備は当時鉄道院工作課長であった島安次郎が、1903年と1910年の2回に渡り渡独した際に蒸気機関車用の過熱器の実用化に成功していることに着目して採用したものであると推測されている。
この仕様書に対し、本形式の製造者であるベルリン機械製造と同じくプロイセン王国のボルジッヒ、アメリカのアメリカン・ロコモティブ、イギリスのノース・ブリティッシュ・ロコモティブがこれに応じたが、仕様書にに沿って見積もったのは本形式を製造したベルリン機械製造のみで、ボルジッヒは仕様書に対し改良を加えたものを提案しており、この2社は価格も低かったため発注が確定した。他の2社は仕様の大幅な変更を提案しており、 アメリカン・ロコモティブ の提案は車軸配置の2C1への変更を主題とするものであり、ノース・ブリティッシュの提案は寸法的には仕様書通りであった一方で、シュミット式過熱器での注文に応じることができなかったため  飽和式での提案であったが、イギリスからは大使館を通じての働きかけがあり、 アメリカン・ロコモティブ から担当者が来日して同社案の優位性の説明が行われたこともあり、この2社にも発注が行なわれた。こうした経緯で導入されたのが、本形式とボルジッヒ製の8850形、アルコ製の8900形、ノース・ブリティッシュ製の8700形である。
ボルジッヒの8850形やノース・ブリティッシュの8700形が、国内で模倣生産されたのに対して、本形式は輸入された12両のみに留まったが、本形式の構造は国産機8620形のモデルとされた。

## 製造
本形式は12両が1911年1月に正式発注されたが、同年の関税改正により機関車に保護関税が課され、従来の従価税・税率5%から従量税・税率平均20%で価格によっては税率が約5倍となるため、7月17日までに日本領海に到着させる必要があり、ベルリン機械製造では設計、材料の調達、製図を急ぎ、ドイツ帝国においても記録的な短期間となる約2.5か月の工期で試運転が開始されている。
なお、輸入されたのは機関車本体のみで炭水車は国鉄鷹取工場で製造しており、6700形のものとほど同型の2700ガロン（12.1 m3）形のものを使用している。
製造年度ごとの番号、製造所、製造番号、両数は下表のとおり。
| 8800形製造一覧 （上段：番号 下段()内：メーカー製造番号） | 8800形製造一覧 （上段：番号 下段()内：メーカー製造番号） | 8800形製造一覧 （上段：番号 下段()内：メーカー製造番号） | 8800形製造一覧 （上段：番号 下段()内：メーカー製造番号） |
| 製造年                                                   | ベルリン機械製造                                         | 合計                                                     | 合計                                                     |
| 製造年                                                   | ベルリン機械製造                                         | 番号                                                     | 両数                                                     |
| -------------------------------------------------------- | -------------------------------------------------------- | -------------------------------------------------------- | -------------------------------------------------------- |
| 1911年                                                   | 8800-8811 (4694 - 4705)                                  | 8880-8811                                                | 12両                                                     |
| 計                                                       | 12両                                                     | 8800-8811                                                | 12両                                                     |
| 1.                                                       |                                                          |                                                          |                                                          |

## 概要

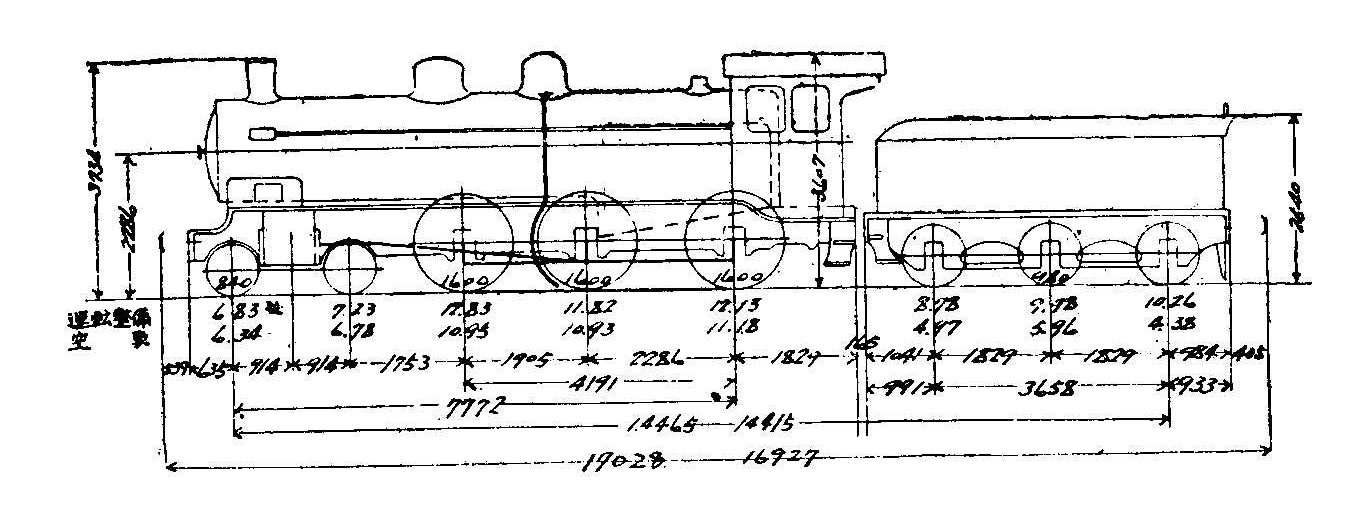
形式図

設計は、同社製でプロイセン邦有鉄道に納入されていた、シュミット式過熱装置を装備した世界最初の量産型蒸気機関車であるP8形を（後のドイツ国営鉄道38.10 - 40形）参考に行なわれている。

### ボイラー
ボイラーは火格子面積は1.86 m2（20.0 ft2）、第1缶胴内径は1384 mm（4ft 4 in）、煙管長は4572 mm（15 ft）と主要寸法は発注時の仕様書に準拠したものとなっており、全伝熱面積139.1 m2、過熱面積26.94 m2、使用圧力12.7 kg/cm2（180 lbf/in2）である。また、ボイラー中心高も仕様書と同一の2286 mm（7 ft 6 in）であるほか、後述のとおり機関車軸距が仕様書より152 mm（6 in）短いこともあり、煙突中心がシリンダー中心より381 mm（1 ft 3 in）前方にずれていることが特徴となっている。また、シュミット式の過熱器を装備しており、大煙管の直径 × 長さ × 本数は133 mm×4572 mm×14本、小煙管は57 mm×4572 mm×90本の配置で、小煙管は冷間引抜鋼管を使用し、過熱器は過熱管の折返し部分に鋳鋼製のキャップをはめたものが用いられていた。
当初8800形、8850形、8900形は過熱蒸気の温度が通常では300 °Cを超えることができず、当初この原因について、狭火室で内火室が細長いため火室における伝熱が大きく、過熱管における伝熱がその分小さいためと考えられていたが、その後製造された広火室の9600形、4110形でも300 °C以上の蒸気を得ることができなかった。シュミット式過熱器の開発元であるドイツのシュミット過熱蒸気会社では、適切な温度の過熱蒸気を得るために大煙管外径、小煙管外径、過熱管外径の組み合わせ毎に、小煙管と大煙管の本数の推奨比を定めており、本形式や8850形の場合では5.28であったところ、実機はそれぞれ6.43、6.29と大煙管の本数が若干少ない程度で、9600形や4110形は推奨値を超えていた。しかし、その後製造された8620形において煙管本数/大煙管本数比をシュミット社推奨値の7.54から実機は5.06と過熱面積を拡大して、300 °Cを超える過熱蒸気を得ることができるようになり、この実績を受けて鉄道省では新たに過熱面積/全蒸発面積比を新たな指標としてボイラー設計に用い、この数値を8620形の0.310をもとに約0.3以上を目指すこととなった。本形式や8850形、8900形においても大煙管数を増やす改造を実施して大煙管を7列 × 2段の14本から、上から5列・7列・7列の3段で19本として、本形式の過熱面積/全蒸発面積比は0.240から0.335へ向上している。

### 走行装置
車軸配置は2C（日本国鉄式）、4-6-0（ホワイト式）もしくは通称テンホイラーと呼ばれる配列で、当時の旅客用機関車では一般的であった軌道に対する追従性が良好である2軸ボギー式先台車を装備し、動輪径は6700形と同じ1600 mm（5 ft 3 in）のものを3軸装備している。軸距離は先台車1828 mm（6 ft）、第2先輪 - 第1動輪間1753 mm（5 ft 9 in）、第1 - 第2動輪間1767 mm（6 ft 3 in）、第2 - 第3動輪間2286 mm（7 ft 6 in）となっている。これは発注時の仕様書より第2先輪 - 第1動輪間と第1 - 第2動輪間をそれぞれ76mm（3 in）短縮したものとなっており、固定軸距は仕様書より76 mm（3 in）短い4191 mm（13ft 6in）で、8700形と同一で8850形より457 mm（1 ft 6 in）長く、一方で全軸距離は152 mm（6 in）短い7772 mm（25 ft 6 in）で、8700形より305（1 ft）長く、8850形より152 mm（6 in）短くなっている。
なお、動輪径、動輪軸間距離およびシリンダー径×行程、ピストン弁径、シリンダー中心 - ピストン弁中心間距離、左右シリンダー中心間距離などの走行装置の基本的な寸法は後の8620形に引継がれている。

### ブレーキ装置
ブレーキ装置は当初自動真空ブレーキ、手ブレーキを装備しており、機関車運転室下部と炭水車床下にブレーキ用のピストン各2基を搭載し、基礎ブレーキ装置は動輪3軸および炭水車の3軸に作用する片押式の踏面ブレーキとなっている。また、制輪子は制輪子吊に直接取付けられる甲種のうち、機関車本体は甲-7号および甲-13号を、炭水車は甲-1号を使用する。
1919年に鉄道省は全車両に空気ブレーキを採用することを決定し、1921年から1931年上半期にかけて全車両が空気ブレーキ化されており、本形式も順次真空ブレーキから空気ブレーキに改造されている。蒸気機関車用の空気ブレーキはアメリカのウェスティングハウス・エア・ブレーキが開発したET6を採用しており、この方式はH6自動ブレーキ弁、S6単独ブレーキ弁、6番分配弁、C6減圧弁、B6吸気弁などで構成されるもので、その特徴は以下の通りとなっている。
- 構造が簡単で取付および保守が容易。
- 非常ブレーキが使用可能。
- ブレーキ弁に連動して元空気ダメ圧力を2段階に設定可能。
- 補助機関車もしくは無火回送時においても客車・貨車と同様にブレーキが作用する。

### その他
外観は6700形以降D50形までの明治末期から大正期にかけての鉄道院・鉄道省の国産蒸気機関車の標準的なデザインとなっているが、6700形とともに煙突がパイプ煙突であることが特徴となっている。前部デッキから歩み板にかけては乙形の形状で、歩み板からつながる運転室側面裾部は8850形や8620形8620 - 8643号機や9600形9617形までなどと同様のS字形の形状で、運転室裾部を炭水車台枠上部に揃えたものとなっている。
1914年頃より電気前照灯の搭載が一部の車両で始まり、ボイラー上部の蒸気溜前部に発電機を搭載し、大形のヘッドライトを装備している。1922年には前照灯がさらに大型化され、円形の台座の上に取付けられた前照灯が先台車とリンク機構とロッドにより機械的に連動してカーブに差し掛かると首を振るという機構が設けられた。なお、後年にこの前照灯を通常の前照灯に交換した機体もある。
連結器は当初、基本的にはねじ式連結器を装備していたが、1919年に鉄道省は全車両のねじ式連結器を交換する方針を決定している。まず、以前より高さ660 mmの位置に自動連結器を設置していた北海道内の車両の連結器高さを1924年8月13-17日に878 mmに変更し、続いて北海道以外の車両については、九州以外は1925年7月16-17 日に 、九州は7月19-20 日に一斉にねじ式連結器から自動連結器への交換を実施しており、本形式もこれに合わせて自動連結器に交換をしている。
前述の空気ブレーキ化改造においては、本形式では歩み板の上部に元空気溜を設置した8700形や8850形と異なり、8620形の空気ブレーキ装置搭載改造の多くの場合と同様に歩み板を2段としてその下部に元空気溜を吊下げる方式としており、同時に運転室側面の裾部を炭水車台枠上部と合わせた低い位置から運転室床面と合わせた高い位置まで上げて裾部形状をS字形から乙字形に変更している。また、砂撒き装置は当初は重力式のもので第2動輪の前側に撒砂される方式であったが、空気ブレーキ装備後に空気式に改造されて、第1動輪前方と第2動輪後方に撒砂される方式となっている。
炭水車は、6700形の多くや、8850形8850 - 8861号機と同じ、石炭搭載量は3.05 tで炭庫上部が外側に若干開いた形状の2700英ガロン（12.1 m3）形であるが、本形式のものは鷹取工場製であり、3軸のうち第2軸と第3軸の間にイコライザーが装備されている点が異なっていた。

## 運行
日本に来着した本形式は、東海道本線で行なわれた公式試運転において、藤沢 - 茅ケ崎間で最高速度103km/hを記録し、続いて数度にわたり、同時に輸入された8700形、8850形、8900形との比較試験が実施され、過熱式機関車の優秀さが確認された。過熱式の本形式および8850形、8900形は牽引定数も従来の機関車より著しく向上しており、旅客列車では10パーミル勾配で380 tに設定されている。
本形式は、1912年2月13日に全車が西部鉄道管理局の所属となって神戸機関庫に配置され、主に東海道本線西部の米原 - 姫路間で急行列車の牽引に使用された。本形式および同時に輸入された8700形、8850形、8900形の1912年2月から6月にかけての新製配置状況は以下の通り。
| 8700 - 8900形の1912年新製配置一覧 | 8700 - 8900形の1912年新製配置一覧 | 8700 - 8900形の1912年新製配置一覧 | 8700 - 8900形の1912年新製配置一覧 | 8700 - 8900形の1912年新製配置一覧             | 8700 - 8900形の1912年新製配置一覧 | 8700 - 8900形の1912年新製配置一覧 |
| 形式                              | 北海道鉄道管理局 （北海道）       | 東部鉄道管理局 （東北本線ほか）   | 中部鉄道管理局 （東海道本線ほか） | 西部鉄道管理局 （東海道・山陽本線ほか、四国） | 九州鉄道管理局 （九州）           | 合計                              |
| --------------------------------- | --------------------------------- | --------------------------------- | --------------------------------- | --------------------------------------------- | --------------------------------- | --------------------------------- |
| 8700形                            |                                   |                                   | 8700 - 8711（12両）               |                                               |                                   | 8700 - 8711（12両）               |
| 8800形                            |                                   |                                   |                                   | 8800 - 8811（12両）                           |                                   | 8800 - 8811（12両）               |
| 8850形                            |                                   | 8859 - 8861（3両）                | 8850 - 8858（9両）                |                                               |                                   | 8850 - 8861（12両）               |
| 8900形                            |                                   |                                   | 8900 - 8911 8929 - 8935（19両）   | 8912 - 8928（17両）                           |                                   | 8900 - 8935（36両）               |
| 1. 2. 3. 4.                       |                                   |                                   |                                   |                                               |                                   |                                   |

本形式をはじめとする過熱式蒸気機関車輸入の契機となった特別急行は1912年6月に下り1列車、上り2列車として新橋駅 - 下関駅間の「大陸連絡列車」運転を開始し、関釜連絡船を介して中国・欧州などへの国際連絡運輸を行った。この列車の所要時間は25時間超で、上り・下りとも山陽本線内は夜行列車となっており、1等客車と2等客車のみで編成されて最後尾は9020形展望車となっていた。また、1等展望車（特別室付）の9020形のほか、1等寝台車の10005形、2等寝台車の10055形、2等座席車の9340形、食堂車の10150形、郵便荷物車の9925形が用意されていた。
1916年ごろから一部が山陰本線に転用されるようになった。1920年代になると全車が福知山機関庫の配置となり、山陰本線、福知山線で主力機関車として使用された。
1930年代には8620形に置き換えられ、1931年1月時点は8800 - 8808号機は福知山機関庫の配置であったが、翌1932年1月時点では全機が吹田機関庫（1936年9月に吹田機関区に改称）の配置となっており、福知山線の区間列車などを牽くようになったが、8804、 8808、 8810号機は休車となっていた。1930年代の後半には城東線、城東貨物線で貨物列車の牽引に使用され、関西本線の奈良まで乗入れる運用もあった。
その後、1936年1月時点では8800、8801号機の2両が宮原機関庫（1936年9月に宮原機関区に改称）の配置となっており、さらに1939年1月時点では8804号機も宮原機関区の配置となっているが、いずれも1944年までに吹田機関区に戻されており、太平洋戦争中は全機が吹田機関区に配属されて入換用のほか、西成線や尼崎港線でも使用された。また、8800号機は1942年1月時点で吹田機関区の配置であったが翌1943年12月時点では同機関区梅田支区の配置となっている。
戦後の1948年から1950年にかけて全機が廃車された。民間に払下げられたもの、保存されたものはない。